# نيكلاس ساندبيرغ
نيكلاس ساندبيرغ (بالسويدية: Niklas Sandberg)‏ (3 سبتمبر 1978 بستوكهولم في السويد - ) هو لاعب كرة قدم سويدي في مركز قلب الدفاع. شارك مع منتخب السويد لكرة القدم. أما مع النوادي، فقد لعب مع أيك سولنا وسي إف آر كلوج ونادي براغي ونادي ستابك ونادي هاوغسوند ونادي هلسينغبورغ ونادي واريورز وأي كي سيريوس وIK Sirius ‏ ونادي إسكلستونا.

## روابط خارجية
- نيكلاس ساندبيرغ على موقع اتحاد السويد (السويدية)
- نيكلاس ساندبيرغ على موقع قاعدة بيانات كرة القدم.إي يو (الإنجليزية)
- نيكلاس ساندبيرغ على موقع ناشيونال فوتبول تيمز (الإنجليزية)
- نيكلاس ساندبيرغ على موقع Soccerway.com (الإنجليزية)